# Утманово
Утманово — село в Подосиновском районе Кировской области России. Административный центр Утмановского сельского поселения.

## География
Село находится в северо-западной части Кировской области, в пределах возвышенности Северные Увалы, в подзоне средней тайги, на левом берегу реки Юг, на расстоянии приблизительно 27 километров (по прямой) к юго-западу от посёлка городского типа Подосиновец, административного центра района. Абсолютная высота — 104 метра над уровнем моря.
Климат
Климат характеризуется как умеренно континентальный, с продолжительной холодной многоснежной зимой и умеренно тёплым коротким летом. Средняя температура воздуха самого холодного месяца (января) составляет −13,6 °C; самого тёплого месяца (июля) — 17,2 °C . Годовое количество атмосферных осадков — 734 мм, из которых 365 мм выпадает в период мая по сентябрь. Снежный покров держится в течение 172 дней.

## Население
| 2010 |
| ---- |
| 413  |

### Половой состав
По данным Всероссийской переписи населения 2010 года в гендерной структуре населения мужчины составляли 47,9 %, женщины — соответственно 52,1 %.

### Национальный состав
Согласно результатам переписи 2002 года, в национальной структуре населения русские составляли 98 % из 534 чел.

## Инфраструктура
Основа экономики — сельское хозяйство.
Действуют социальные объекты, в том числе Утмановский сельский дом культуры МКУК, средняя общеобразовательная школа.

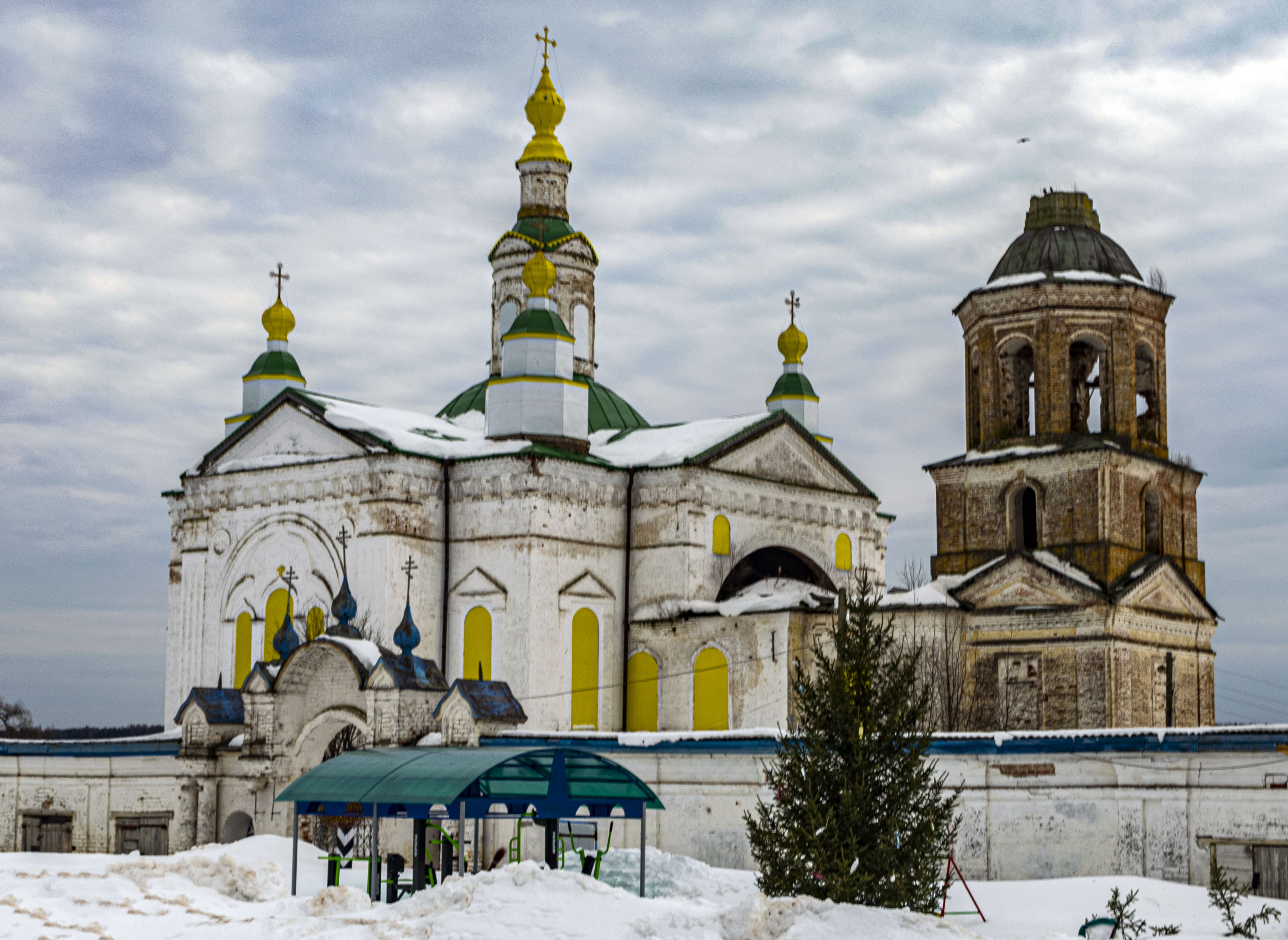
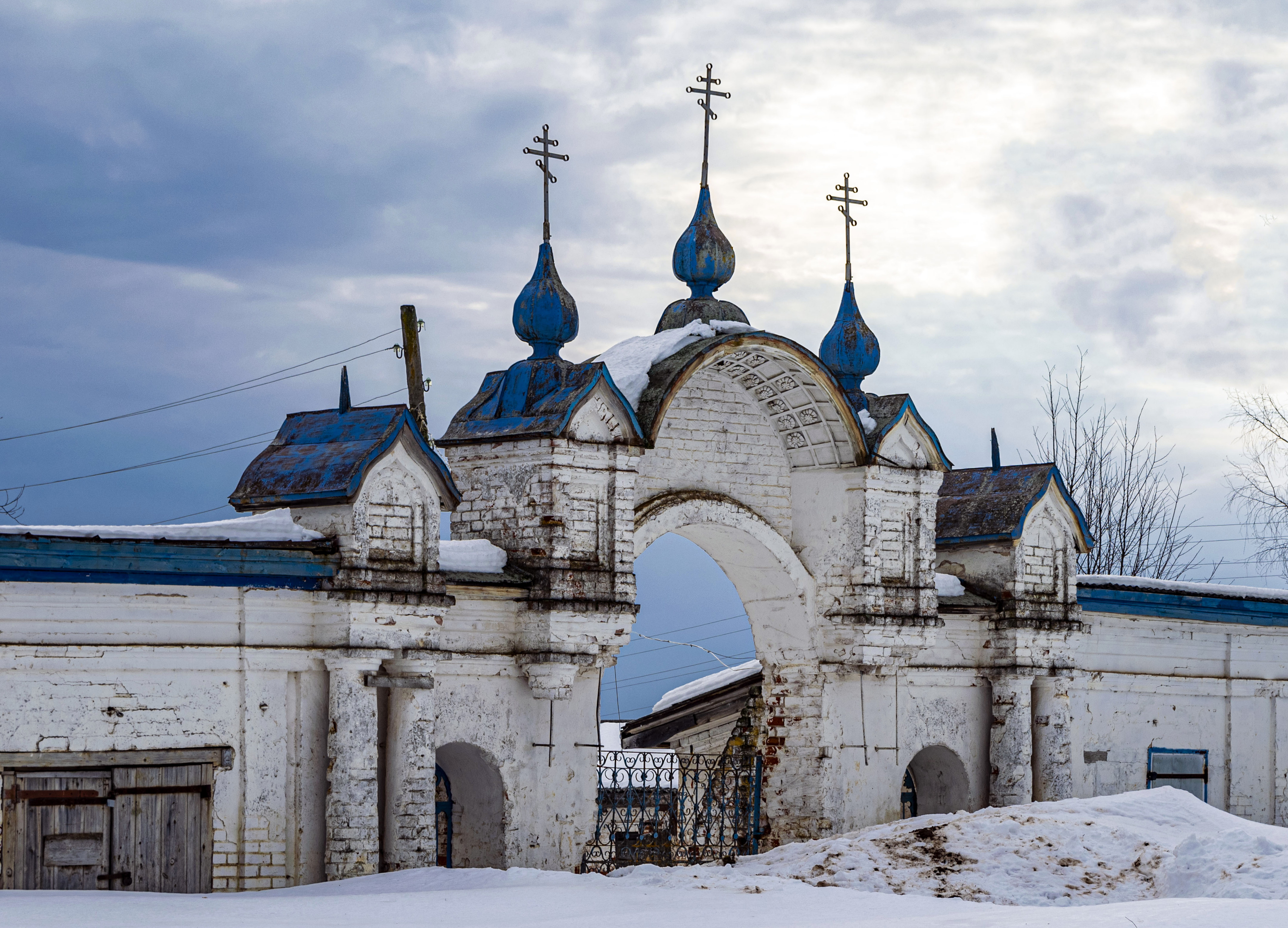

Церковь Илии Пророка.

## Транспорт
Село доступно автотранспортом. Остановка общественного транспорта «Утманово».